# 丘阿里卡斯
丘阿里卡斯（Chuari Khas），是印度喜马偕尔邦Chamba县的一个城镇。总人口3016（2001年）。

## 人口
该地2001年总人口3016人，其中男性1579人，女性1437人；0—6岁人口356人，其中男192人，女164人；识字率75.73%，其中男性为81.38%，女性为69.52%。